# Swaustraltingis
Swaustraltingis is een geslacht van wantsen uit de familie van de Tingidae (Netwantsen). Het geslacht werd voor het eerst wetenschappelijk beschreven door Moir & Guilbert in 2012.

## Soorten
Het genus is monotypisch en bevat alleen de volgende soort:

- Swaustraltingis isobellae Moir & Guilbert, 2012